# Rödinghausen (Ortsteil)

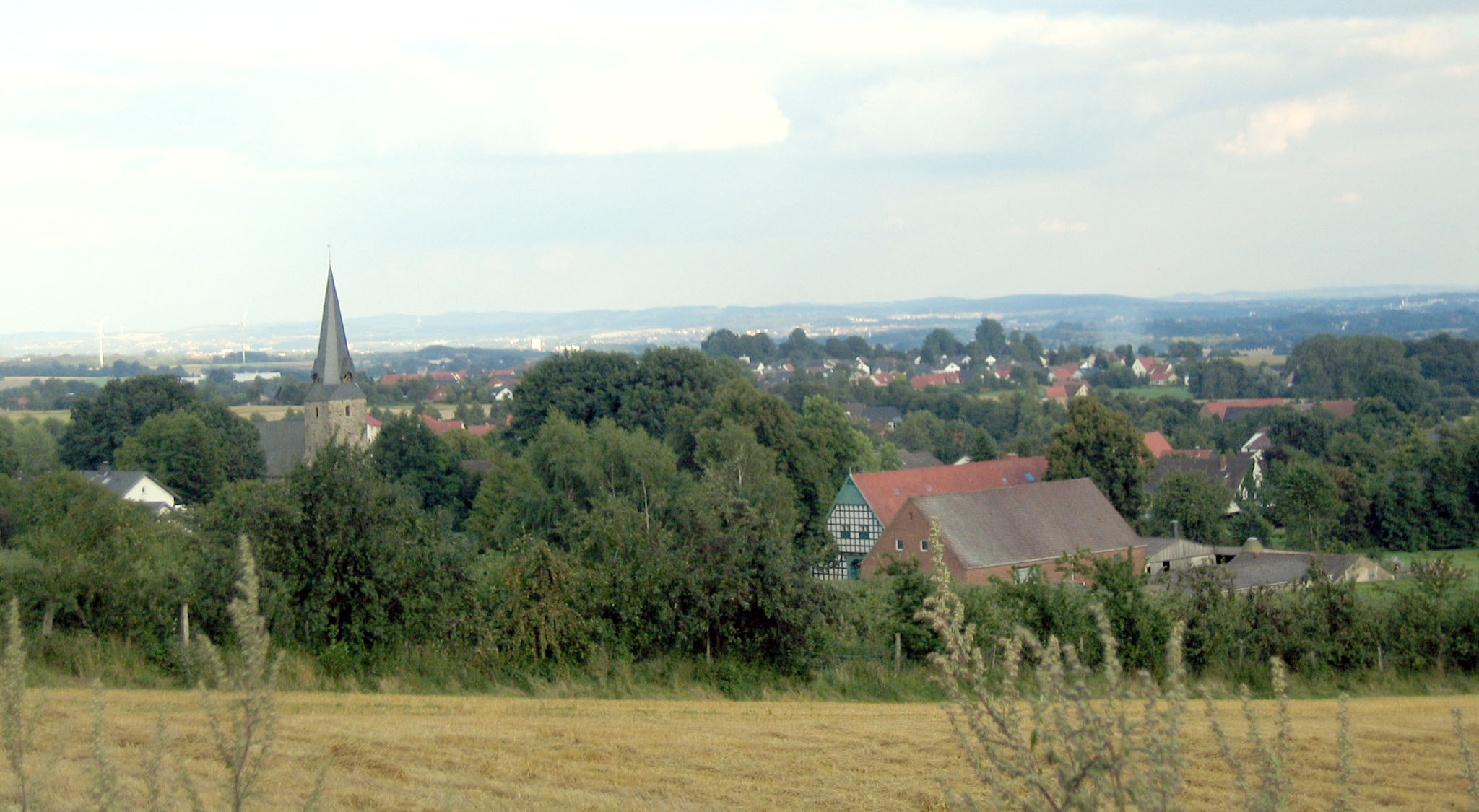
Blick auf Rödinghausen

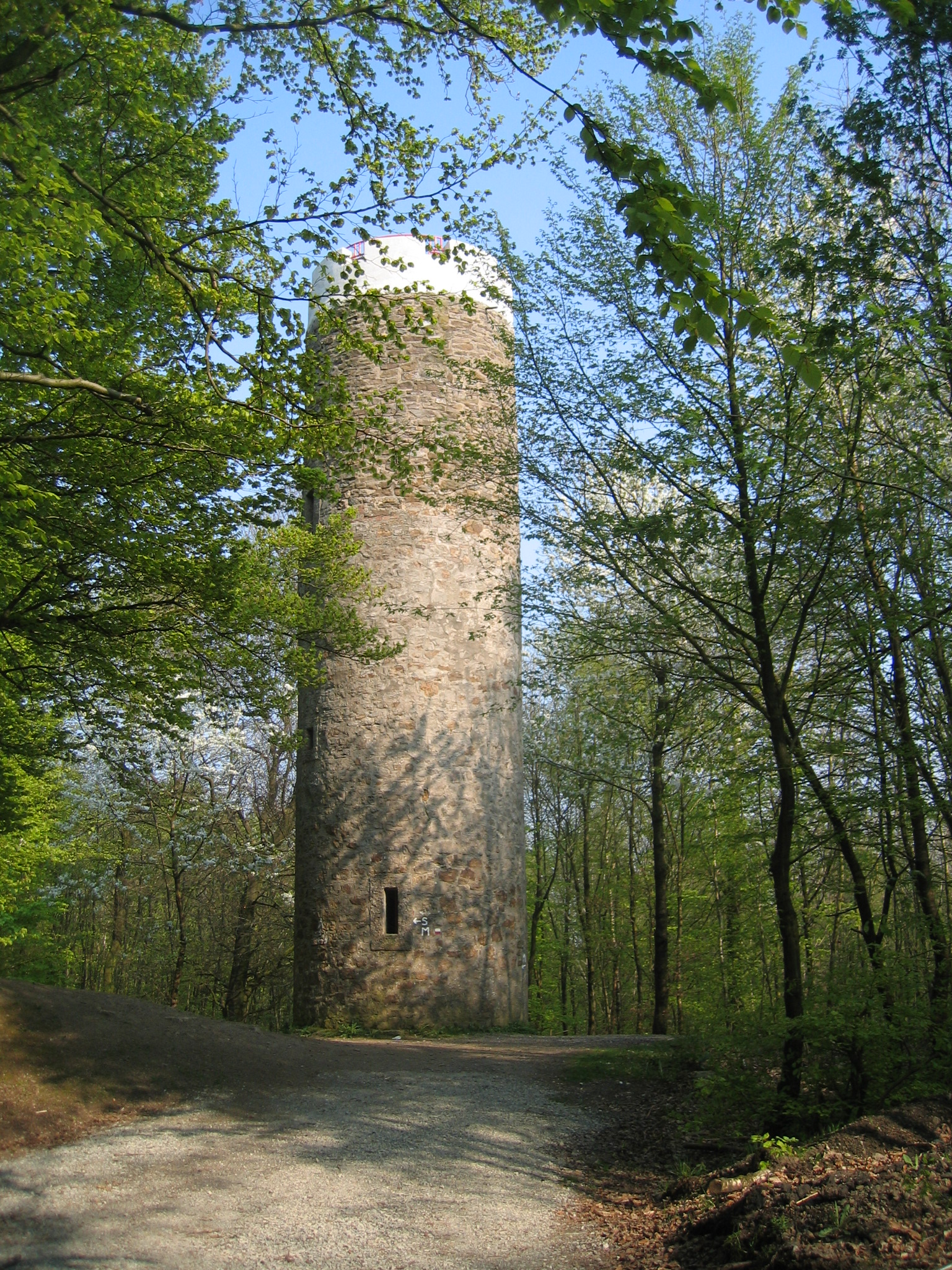
Nonnenstein

Rödinghausen (niederdeutsch: Ränghiusen) ist der flächenmäßig kleinste Ortsteil und der Verwaltungssitz der gleichnamigen Gemeinde Rödinghausen im Nordosten des deutschen Bundeslandes Nordrhein-Westfalen. Der Ortsteil liegt am Wiehengebirge und im Nordwesten der Gemeinde Rödinghausen. Bis 1968 bildete Rödinghausen eine selbstständige Gemeinde im Amt Rödinghausen.

## Geografische Lage und Sehenswürdigkeiten

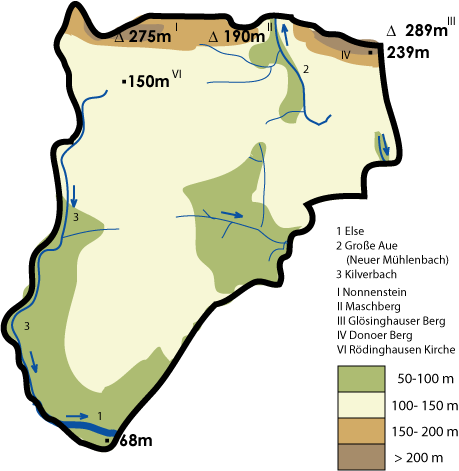
Physische Karte von Rödinghausen

Der Ortsteil Rödinghausen liegt am Südrand des Wiehengebirges im Ravensberger Hügelland. Streng genommen gehört ein sehr kleiner Teil des Eggetals (Gehle) nördlich des Kamms des Wiehengebirges auch zum Ortsteil. Der Nonnenstein im Norden des Ortsteils ist mit 274 m ü. NN zugleich die höchste Erhebung der Gemeinde und des Ortsteils. Rödinghausen hat 1644 Einwohner, die sich auf 4,554 km² Fläche verteilen, was einer Bevölkerungsdichte von 361 Einwohnern pro km² entspricht. Größter Bach im Ortsteil Rödinghausen ist der Kilverbach. Auf dem Nonnenstein befindet sich der 14 m hohe Aussichtsturm auf dem Berg Nonnenstein. Errichtet wurde das Bauwerk 1897 als „Kaiser-Wilhelm-Turm“. Ursprünglich niedriger, wurde er Ende des 20. Jahrhunderts auf die derzeitige Höhe vergrößert. 100 Meter vom Turm entfernt wurde 1911 auf Anregung des Turnvereins Bünde sowie bismarckbegeisterter Bürger aus Rödinghausen die Bismarck-Feuersäule errichtet, eine 6 Meter hohe Sandstein-Säule mit quadratischem Grundriss und einem Bismarck-Medaillon an der Vorderseite. Die erstmals 1233 erwähnte Kirche im Ortsteil Rödinghausen ist die Bartholomäuskirche. Die Ursprünge der Pfarrkirche reichen vermutlich bis ins 9. Jahrhundert. Die ältesten Teile des ursprünglich romanischen Baus stammen aus dem späten 12. und dem 13. Jahrhundert. Im 16. Jahrhundert wurde die Kirche im Stile der Gotik umgebaut. Die Querhausarme wurden am Ende des 19. Jahrhunderts angefügt. Im Inneren ist ein wertvoller Holzschnitzaltar aus dem Jahre 1520 und ein Kruzifix von 1400 zu besichtigen. Weiterhin sind 12 Apostelfiguren (ebenfalls um 1520) und eine Renaissance-Kanzel von 1588 zu erwähnen. Zum Besitz der Kirche gehört eine seltene Bibel in plattdeutscher Sprache. Ein eindrucksvolles Beispiel für ein typisches westfälisches Bauernhaus ist der Vierständerhof Hof Oberschulte mit Altenteiler von 1729 im Ortskern von Rödinghausen.

## Geschichte

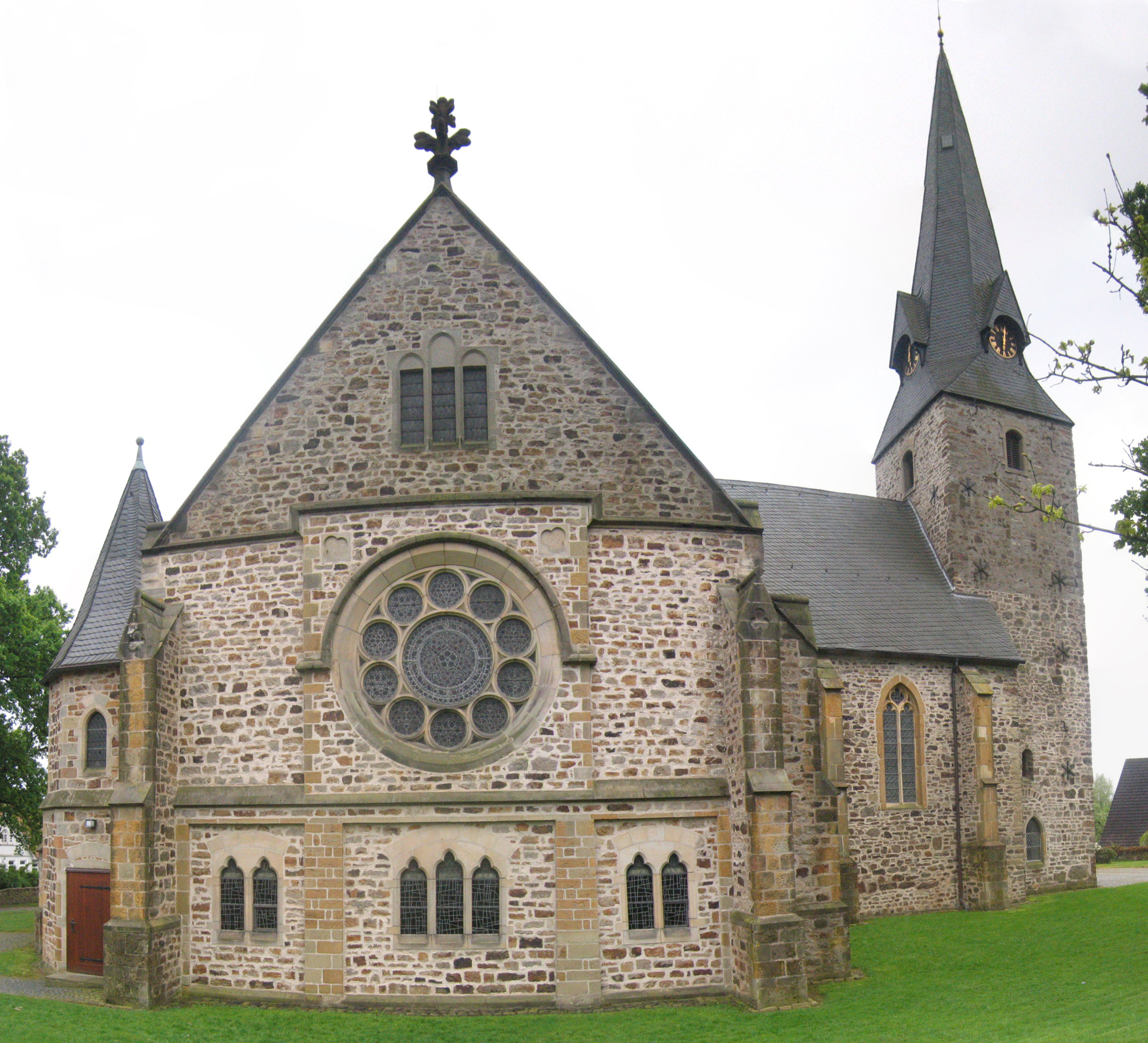
St. Bartholomäus

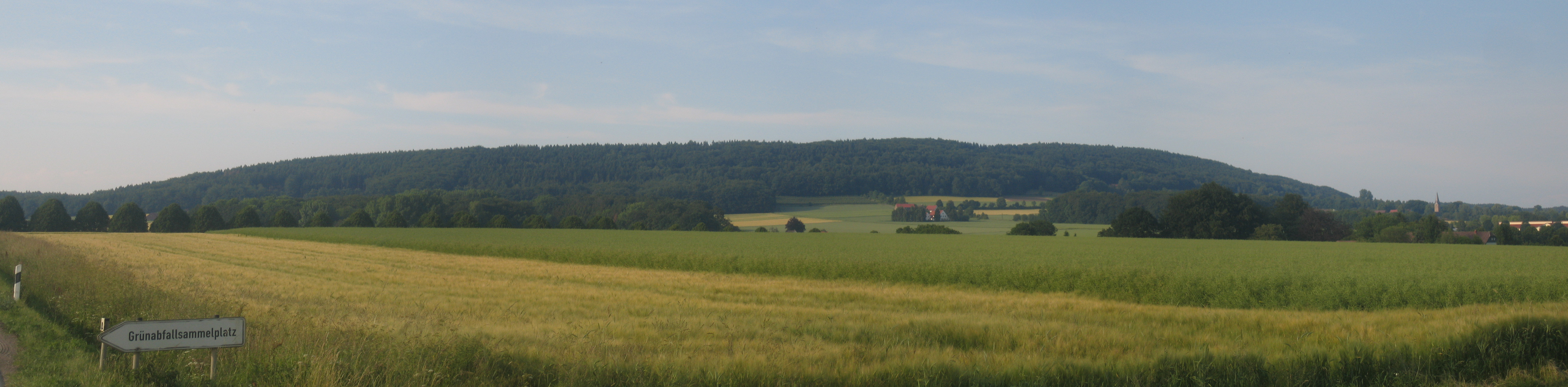
Der Nonnenstein. Rechts unten St. Bartholomäus.

Panorama Alte Dorfstraße bei St. Bartholomäus.

Der sächsische Stamm der Engern übten ihren germanischen Götterglauben in einer eine Kultstätte auf dem Hügel, auf dem die heutige Kirche St. Bartholomäus in Rödinghausen steht, aus. Als die Engern unter ihrem Herzog Widukind in einem Krieg von 772 bis 804 dem Stamm der Franken unter Karl dem Großen unterlagen, mussten die Engern ihren Glauben aufgeben, wurden zwangsgetauft und auf der ehemaligen Kultstätte in Rödinghausen wurde eine erste Holzkirche errichtet. Rödinghausen hieß nach seinem Gründer „Rhoderat“ zunächst Rhoderatshausen. Eine andere Vermutung ist die Benennung nach Graf Hrodrad aus dem Grönegau im heutigen Melle. Das Suffix -inghausen bezeichnet eine Lage an einem Bergwald. In einer Heberolle des Herforder Stifts wurde der damals noch winzige Ort Rödinghausen mit einem Meierhof und 2 Höfen im Jahre 1147 erstmals erwähnt. Die größte Kirche in Rödinghausen, St. Bartholomäus, die aus der Holzkirche der Engern hervorgegangen war, wird zum ersten Mal im Jahr 1233 erwähnt.
Das Kirchdorf Rödinghausen gehörte bis zur Franzosenzeit zur Vogtei Bünde im Amt Limberg der Grafschaft Ravensberg. Von 1807 bis 1813 gehörte der Ort zum Kanton Bünde, der von 1807 bis 1810 zum Königreich Westphalen und von 1811 bis 1813 zum Kaiserreich Frankreich gehörte. Während der Zugehörigkeit zu Frankreich war Rödinghausen Sitz der Mairie (Bürgermeisterei) Rödinghausen, die Rödinghausen, Westkilver, Ostkilver, Schwenningdorf und Bieren umfasste. 1815 kam Rödinghausen zur preußischen Provinz Westfalen und darin 1816 zum Kreis Bünde, der 1832 im Kreis Herford aufging. Im Kreis Herford war Rödinghausen Sitz des Amtes Rödinghausen.
Die alte Gemeinde wurde am 1. Januar 1969 ein  Ortsteil der neuen Gemeinde Rödinghausen.

### Einwohnerentwicklung
Die folgende Übersicht zeigt die Einwohnerzahlen Rödinghausens nach dem jeweiligen Gebietsstand bis zum Zusammenschluss mit Bieren, Ostkilver, Schwenningdorf und Westkilver zur neuen Gemeinde Rödinghausen zum 1. Januar 1969. Eine Änderung des Gebietsstandes ergab sich durch die Umgemeindung bewohnter Gebiete nach Ostkilver zum 1. April 1938 (1933: 7 Einwohner). Bei den Zahlen handelt es sich um Volkszählungsergebnisse. Die Angaben beziehen sich ab 1871 sowie für 1946 auf die Ortsanwesende Bevölkerung und ab 1925 auf die Wohnbevölkerung. Vor 1871 wurden die Einwohnerzahlen nach uneinheitlichen Erhebungsverfahren ermittelt.
| Jahr            | Einwohner |
| --------------- | --------- |
| 1798            | 519       |
| 1818 (31. Dez.) | 530       |
| 1834 (31. Dez.) | 519       |
| 1837 (31. Dez.) | 535       |
| 1843 (31. Dez.) | 593       |
| 1849 (3. Dez.)  | 592       |
| 1852 (3. Dez.)  | 591       |

| Jahr           | Einwohner |
| -------------- | --------- |
| 1858 (3. Dez.) | 560       |
| 1867 (3. Dez.) | 572       |
| 1871 (1. Dez.) | 580       |
| 1885 (1. Dez.) | 639       |
| 1895 (1. Dez.) | 680       |
| 1905 (1. Dez.) | 683       |
| 1925 (1. Dez.) | 694       |

| Jahr            | Einwohner |
| --------------- | --------- |
| 1933 (16. Juni) | 711       |
| 1939 (17. Mai)  | 697       |
| 1946 (29. Okt.) | 989       |
| 1950 (13. Sep.) | 1034      |
| 1961 (6. Juni)  | 952       |

## Politik
Die Bürgermeister Rödinghausens waren:
- bis 1948: Hermann Meyer
- 1948–1961: Karl Broksieker
- 1961–1966: Karl Blomenkamp
- 1966–1968: Gustav Möller

Ab 1969 standen dem Ortsteil folgende Ortsvorsteher vor:
- 1969–1975: Heinrich Klaus
- 1975–2006: Josef (Sepp) Perschke
- 2006–heute: Torben Schulz

## Bildung, Verkehr und Wirtschaft
Einzige Schule Rödinghausens ist die Grundschule Rödinghausen.
Im Ortsteil Rödinghausen gibt es keinen Bahnhof und keine Industrie. Eine große Rolle spielt allerdings der Tourismus. Im Ortsteil gibt es daher das Haus des Gastes, einen 4,5 ha großen Kurpark und zahlreiche Hotels, Pensionen und Cafés. Im Ortsteil Rödinghausen liegt außerdem die Jugendherberge des Kreises Herford.